# Bersærkergletsjer
De Bersærkergletsjer is een gletsjer in Nationaal park Noordoost-Groenland in het oosten van Groenland.

## Geografie
De gletsjer ligt in het noordoosten van de Stauningalpen in Scoresbyland. Het is een van de gletsjers die uitkomen in het Skeldal. Andere gletsjers zijn onder andere de Kishmulgletsjer en de Skelgletsjer. De Bersærkergletsjer loopt vanuit het zuidwesten het Skeldal in, maar ongeveer tien kilometer noordelijker dan de zuidelijker gelegen gletsjers. Meer dan tien kilometer naar het noordwesten ligt daarnaast nog de Skjoldungegletsjer.
De Bersærkergletsjer heeft een lengte van meer dan 18 kilometer en heeft meerdere takken die onderweg samen komen.
De hoogste berg van de Stauningalpen, de Dansketinden, ligt ten westen van de Bersærkergletsjer.